# Daniel Biss

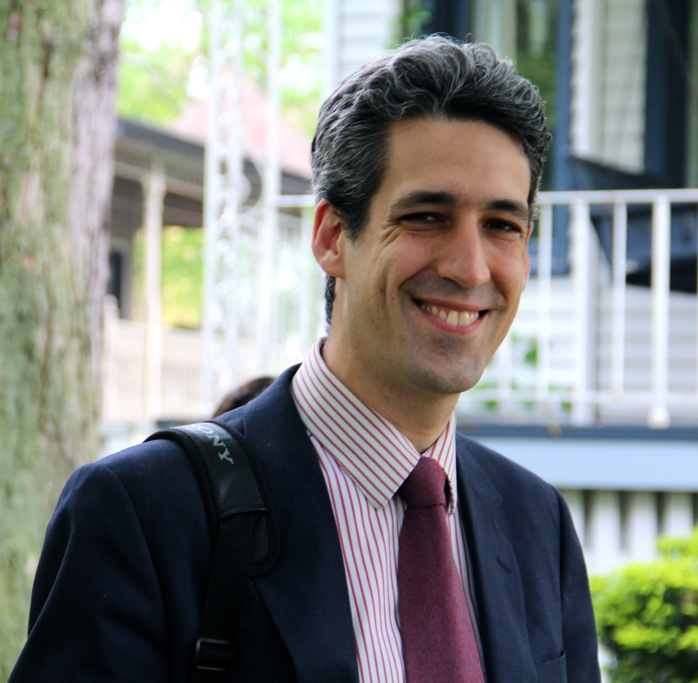
Daniel Biss, 2012

Daniel Kálmán Biss (* 27. August 1977 in Akron, Ohio) ist ein US-amerikanischer Mathematiker und Politiker.

## Leben
Daniel Biss ging in Bloomington in Indiana zur Schule, studierte an der Harvard University (Bachelor-Abschluss summa cum laude, für Forschung als Undergraduate erhielt er den Morgan Prize) und am Massachusetts Institute of Technology, an dem er 2002 bei Michael J. Hopkins in Topologie promoviert wurde (The homotopy type of the Matroid Grassmannian). Von 2002 bis 2007 war er Clay Research Fellow und 2003 war er am Institute for Advanced Study. Er war Assistant Professor an der University of Chicago. Danach ging er in die Politik und saß von 2011 bis 2012 im Repräsentantenhaus sowie ab 2013 im Senat von Illinois.
Seine Arbeit über Matroid-Mannigfaltigkeiten in den Annals of Mathematics wurde 2003 als großer Durchbruch gesehen. Später wurde von anderen Mathematikern (unter anderem N. Mnev.) ein Fehler darin gefunden. Biss publizierte 2009 Errata zu seiner Arbeit in den Annals. Eine andere Arbeit in "Topology and its Applications" wurde 2017 zurückgezogen, weil sich weitere Unstimmigkeiten fanden.
Für die Gouverneurswahl in Illinois 2018 bewarb er sich um die Nominierung der Demokratischen Partei. Bei der Vorwahl belegte er mit einem Stimmenanteil von 26 % nur den zweiten Platz hinter dem siegreichen politischen Quereinsteiger J. B. Pritzker, der gut 45 % auf sich vereinte.

## Schriften
- A generalized approach to the fundamental group, American Mathematical Monthly, Band 107, 2000, 722-720